# Ingénierie du vent
L’ingénierie du vent recouvre l'analyse des effets du vent dans l'environnement naturel et bâti et étudie les impacts, inconvénients et bienfaits du vent. Dans la génie civil il recouvre les effets de vents forts, qui peuvent provoquer l'inconfort, ainsi que les vents extrêmes, tels les rafales descendantes, tornades et cyclones tropicaux, qui peuvent provoquer des dommages matériaux importants.
L'ingénierie du vent intègre des aspects de la météorologie, aérodynamique, la résistance des matériaux, des données géographiques et la dynamique des structures. Les outils de l'ingénierie du vent incluent des modèles atmosphériques, souffleries et modèles numériques.

## Principaux sujets traités
- Le dimensionnement au vent
- Confort et sécurité piétonne
- Énergie éolienne
- Pollution et qualité de l'air autour des bâtiments
- Ventilation naturelle

## Histoire

Rose des vents romaine

La considération du vent dans l'architecture commence avec Vitruve, qui décrit 8 vents principaux et 24 au total. Plus tard, lorsque les ingénieurs commencent à concevoir des structures légères et élancées en acier au XIXe siècle les effets du vent deviennent prépondérants.  La question de la pression du vent se pose alors. Gustave Eiffel fait des expériences de résistance au vent par lâcher d'objets de sa Tour avant de construire une soufflerie sur site[réf. souhaitée]. 
Dans les années 1960, des réunions sur le thème des effets du vent sur le bâtiment sont organisées au National Physical Laboratory au Royaume-Uni.
La prise en compte du vent reste complexe, en particulier pour les grands ouvrages de génie civil. En 1978 par exemple, la Crise ingénierie du centre Citicorp a été provoquée par une mauvaise prise en compte du vent lors de la conception du Citigroup Center, ayant failli provoquer son effondrement.

## Ingénierie du vent en France

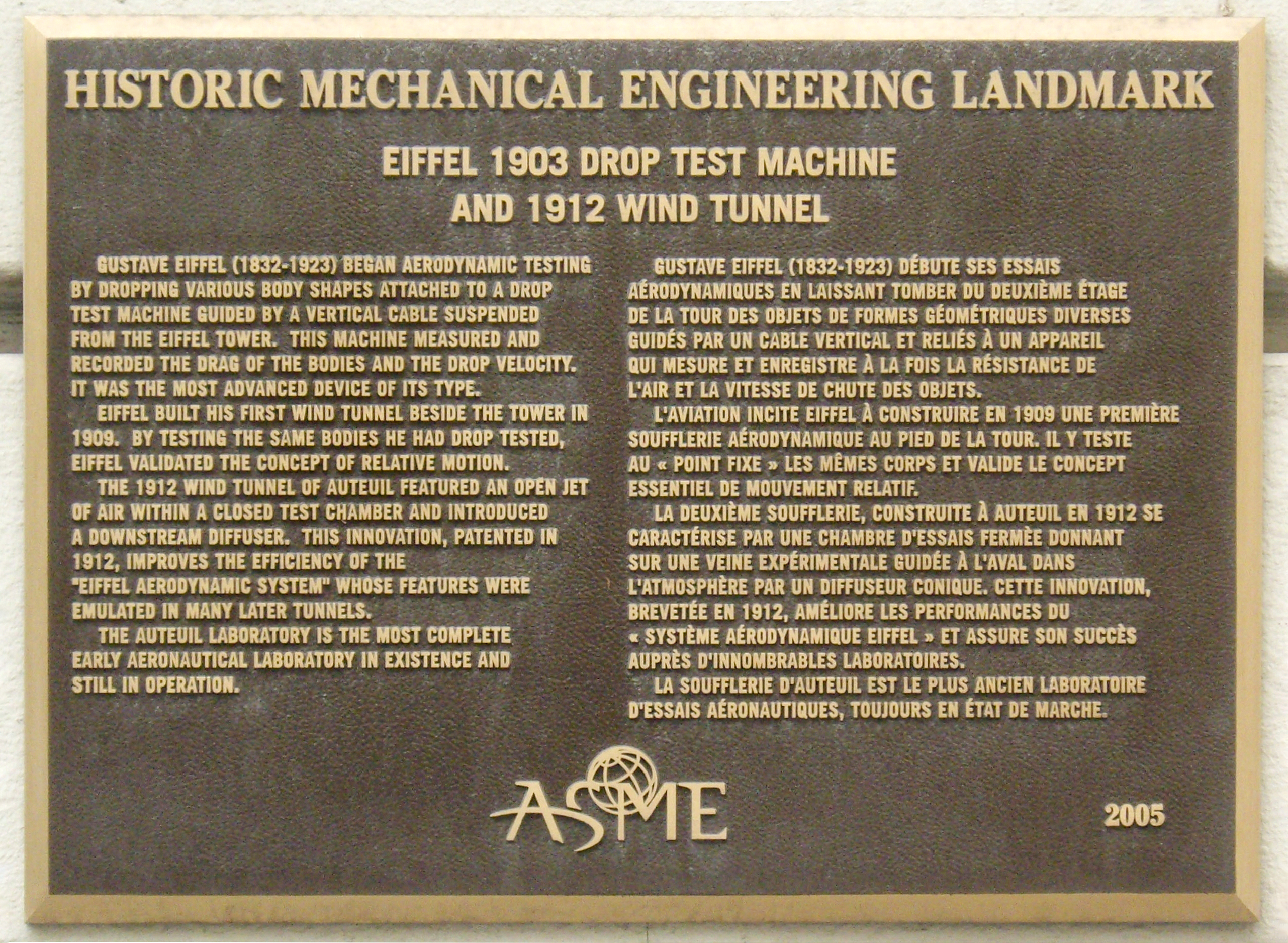
La deuxième soufflerie Eiffel à Paris

L’Association de l’Ingénierie du Vent (AIV), a pour but de développer et promouvoir l’ingénierie du vent au sein de la communauté francophone en Belgique, en France et en Suisse. L’AIV agit en tant que membre de l’Association Internationale d’Ingénierie du Vent (International Association of Wind Engineering, IAWE).
En France les essais en soufflerie se pratique principalement dans la soufflerie "Jules Verne" du Centre Scientifique et Technique du Bâtiment à Nantes qui reproduit la turbulence atmosphérique. L'étude en soufflerie consiste à fabriquer une maquette du bâtiment à échelle réduite, typiquement au 2/100e, puis à l'équiper de plusieurs centaines de capteurs de pression. Cette maquette est insérée dans une maquette d'environnement reproduisant la proximité immédiate du lieu où le bâtiment sera construit. Le vent produit en soufflerie sera alors bien représentatif de celui subi par la structure une fois construite.
La norme européenne EN1991-1-4 et sonne annexe nationale française donnent les règles de dimensionnement au vent des structures en France.